# Komi-zirianos
Komi-zirianos o komis son un pueblo que habita en su territorio en la República de Komi y además en el óblast de Múrmansk y los distritos autónomos Janti-Mansi y Yamalo-Nenets, en Rusia.

## Historia
Se cree que eran el pueblo de la antigua Biarmia (la Beormas o Biarmyas de las crónicas escandinavas de los siglos IX y X), muy popular en las sagas, situada entre el Dviná Septentrional y el mar Blanco, en las antiguas provincias de Arjánguelsk y Vólogda. Mantenían una organización social muy particular y fueron gobernados por reyes, en una zona comercial muy importante. 

### Dominio de Nóvgorod
Hacia el siglo XII llegaron los primeros colonos rusos, y durante los siglos XIII y XIV fueron tributarios de la República de Nóvgorod. En esa época adoraban el sol, el fuego, el agua, los árboles y a la "anciana de oro".

### Obispado de Perm
En 1376, el misionero Esteban de Perm viajó a lo largo de los ríos Víchegda y Vym y consiguió comenzar a convertir al cristianismo ortodoxo a los komi-zirianos. Creó un alfabeto para el idioma komi, con caracteres rúnicos, cirílicos y otros de origen desconocido, alfabeto que fue usado hasta el siglo XVII. La conversión de los permiacos del Víchegda amenazó el control que Nóvgorod ejercía sobre la recaudación de tributo de la región. En 1385, Alekséi (1359-1388), arzobispo de Nóvgorod, envió un ejército para expulsar el recién creado obispado, pero éste con la ayuda de la ciudad de Ústiug, fue capaz de derrotarlo. En 1386, Esteban visitó Nóvgorod, y la ciudad y su arzobispo reconocieron formalmente la nueva situación. De ese modo, el tributo de la región pasó a Moscú.

### Imperio ruso
Entre 1471 y 1478, la Biarmia fue incorporada oficialmente al Principado de Moscovia, quien cedió su explotación a la familia Stróganov. Sin embargo, a pesar de ello los komis permanecieron independientes hasta que en 1505 el zar Iván IV de Rusia depuso al príncipe Matti y sometió a los komi. Los Komis establecieron nuevos asentamientos entre los ríos Víchegda, Mezén, Pechora y tributarios, y se integraron comercialmente en el mundo ruso. El subgrupo más septentrional, conocido iz'vataz o komi-izhemtsianos, pobló el río Izhma) mantuvo sin embargo una economía de subsistencia, basada en la ganadería de renos.
El territorio komi estaba delimitado por los ríos Kama, Pechora y alto Dviná, pero desde el siglo XV, después de la anexión definitiva del territorio komi por el Imperio ruso, junto con elementos eslavos, escandinavos, vepsios, nenets y mansi, ocuparon los montes Urales, la cuenca del Kama y el valle del Mezen y eran conocidos como komi-mor o komi-voitir (gente del Kama). Comerciaban con los pueblos samoyedos, de los que adoptan parte de la vestimenta, como los abrigos de piel, y fueron intermediarios entre ellos y los rusos y escandinavos.
Entre los siglos XV y XVIII, estos territorios jugaron un rol importante en las rutas comerciales desde Viatka y márgenes del Kama en Arjánguelsk, y de Veliki Ústiug hacia Siberia. Se fundaron centros comerciales. Los Stróganov establecieron la vótchina (propiedad patrimonial) feudal, como productores de sal, en toda la región del Kama. Los komi vasallos de los Stróganov les pagaban tributos en cereales y dinero, además estaban obligados a cederles herramientas, madera, mano de obra y carbón para las salinas. A mediados del siglo XVIII se construyeron fundiciones de hierro en Niúvchim, Kázhym y Niuchpas y, en 1745, una refinería de petróleo a orillas del río Ujtá. 
Entre 1841 y 1843, se produjeron las primeras revueltas masivas de campesinos komis contra el gobierno arbitrario de los autoridades locales y contra las condiciones de vida opresivas en Ust-Kulom, Izhma y Vim. Hasta las reformas de 1860, en las que se garantizó a los agricultores el disfrute de la tierra donde trabajaban, continuaron las rebeliones. En 1861 estalló una revuelta de caravaneros que fue muy duramente reprimida por el ejército. A finales del siglo XIX la estratificación de la propiedad era muy acentuada y el 55 % de los habitantes eran campesinos pobres. Esta pobreza obligó a muchos de ellos a emigrar a la actual Novosibirsk. A principios del siglo XX tiendas artesanales locales florecieron junto al Pechora. Los nativos preferían practicar la caza y la pesca en vez de la agricultura, ya que el suelo que poseían era pobre y los condiciones paupérrimas. 
Exiliados políticos organizaron los primeros grupos socialdemócratas en Ust-Sysolsk y Ust-Sylmar. Durante la revolución del 1905-1907 tuvieron lugar manifestaciones y huelgas en Ust-Sysolsk, Ust-Sylmar y Seregov, pero fracasaron. También aparecieron los primeros ideólogos nacionalistas panfineses, partidarios de constituir el Estado de Biarmia, con los komis, udmurtos, maris y mordvinos.

### Unión Soviética
Después del triunfo de la Revolución de Octubre, en diciembre de 1917 fueron nacionalizadas las propiedades de los Stróganov y, el 22 de agosto del 1921, fue creado el Óblast Autónomo de los Komi (Zirianos), con 235 000 habitantes, de los cuales el 92,3 % eran komis. En 1936, se constituyó la República Autónoma Socialista Soviética Komi y desarrollaron la agricultura y la explotación intensiva de madera y de los bosques, con incremento de la inmigración rusa. Durante los años 50 y 60 se incrementó masivamente la inmigración rusa, así como la explotación de los recursos naturales. 

### Federación de Rusia
La República de Komi se estableció en su forma actual el 26 de mayo de 1992. Los komis son minoría en su propio territorio, según el censo de 1992, son el 25.2 % de la población de la República. Solo el 33 % de los habitantes de su capital, Syktyvkar, son komis. Aún es más bajo el porcentaje en la ciudad de Vorkutá (el 1 %), y aún más baja en Ujtá (menos del 1 %). En las áreas rurales los komi aún son mayoría, pero la importancia económica de estas áreas rurales disminuye y hay una fuerte emigración hacia las ciudades, donde los jóvenes komis son asimilados culturalmente por los rusos. Además, los komis no tienen control sobre la explotación de sus propios recursos naturales.

## Costumbres

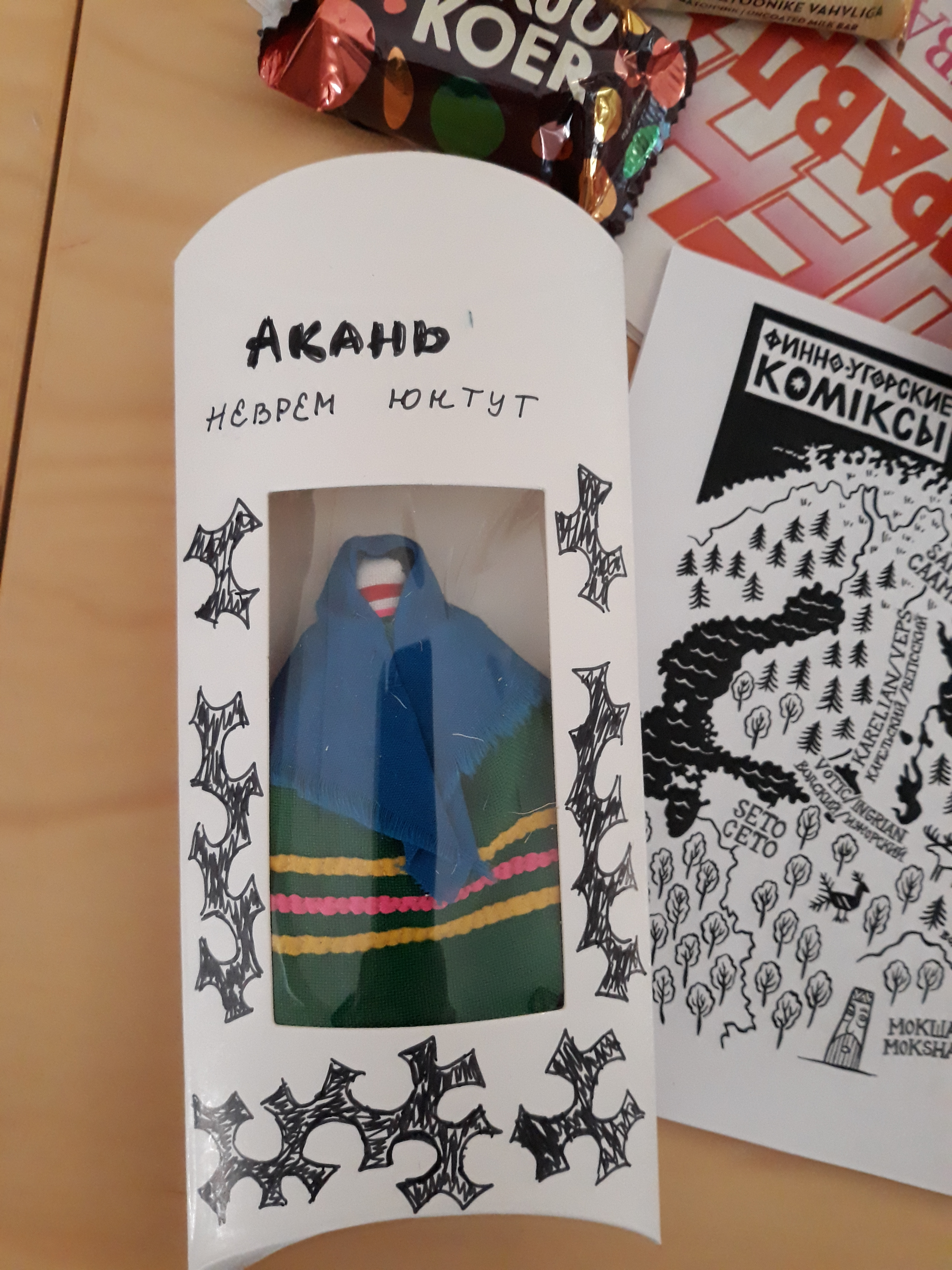
Muñeca Komi tradicional con ropa y tela de piel de pescado.

Dado que la agricultura es bastante limitada en la región boscosa, los hombres solo cazaban, pastoreaban renos y cortaban y transportaban la leña a través de los ríos. Cazaban en grupos de 10 o 12 individuos que hacían expediciones hacia el norte, se desplazaban en trineos arrastrados por perros o cérvidos y pescaban en canoas. También cazaban con lanzas osos en sus madrigueras de invierno y capturaban con trampas a los renos salvajes.
Se cobijaban del mal tiempo con mantas de lana o de lino abiertas por la cabeza, similares a los ponchos bolivianos. Los teñían con colores vegetales o imprimían motivos vegetales con fragmentos de madera. También fabricaban vasijas con corteza de abedul. Las casas eran elevadas sobre el nivel del suelo, de manera similar a palafitos. Había un cuarto donde mantenían el fuego, hecho de madera. Almacenaban las cosechas en un granero plantado sobre postes.
Antes del matrimonio, la juventud gozaba de una libertad sexual absoluta. El ritual matrimonial era muy parecido al ruso, pero en la antigua costumbre, que aún mantienen, el novio cubría la cabeza de la novia con un pañuelo, sin el cual no debía mostrarse en público. La celebración de la boda se iniciaba con un baño, durante el cual la esposa, siguiendo un ritual antiguo, debía permanecer sola, cantando. La mujer, sin embargo, ocupaba una posición social inferior al hombre, quien cazaba, cultivaba la tierra y pastoreaba los renos.
Los pescadores creían en espíritus del agua, con cabezas grandes, que transmigran las almas de los ahogados. Otra creencia, común también con los antiguos rusos, era la un espíritu femenino que nació entre el centeno y súbitamente amenaza a los hombres.